# El caso de la mujer asesinadita
El caso de la mujer asesinadita es una obra de teatro en tres actos escrita por Miguel Mihura y Álvaro de Laiglesia y estrenada en el Teatro María Guerrero de Madrid el 20 de febrero de 1946.

## Argumento

### Primer acto
Mercedes es una mujer adinerada que comparte su aburrida vida con su marido Lorenzo y los criados Teresa, Rosaura y Renato, en un chalet a las afueras. Una noche, Mercedes tiene un extraño sueño en el que un matrimonio, acompañado de un indio sioux, irrumpe en su casa afirmando que es su propio domicilio, se niegan a salir y amenazan con que llamarían a la policía si Mercedes no abandona su casa. En el diálogo que se establece el matrimonio reconoce haber asesinado a la anterior esposa de él. Al despertar, Mercedes se da cuenta de que el hombre casado del sueño no es otro que su propio marido. .

### Segundo acto
Pocos días después, Lorenzo contrata una secretaria, la señorita Raquel, para un trabajo puntual. Mercedes descubre aterrada que Raquel es la mujer del sueño. Poco después aparece Norton, el cliente de su marido, que resulta ser el sioux del sueño. Mercedes termina por confesar a Norton su pesadilla y este, a su vez, reconoce que en aquella misma fecha él soñó con Mercedes.

### Tercer acto
Transcurridos algunos meses, la relación de amistad entre Norton y Mercedes se estrecha, mientras que Lorenzo y Raquel terminan consumando su pasión. Pero Norton debe regresar a su Estados Unidos natal. Mercedes prepara una fiesta de despedida en día de Nochebuena, a la que, además de Lorenzo, asisten Norton y Raquel. Se produce una fuerte nevada. Como había previsto, Mercedes es envenenada por su marido y la amante, mientras que Norton fallece esa misma noche en un accidente de coche de regreso al hotel. Solo entonces sus almas pueden encontrarse.

## Algunas representaciones destacadas

### Teatro
- 1946: 
  - Dirección: Luis Escobar.
  - Reparto: Elvira Noriega (Mercedes), Rafael Bardem, Guillermo Marín, Cándida Losada.

- 1953:
  - Teatro: Teatro Español de Madrid.
  - Dirección: Jacinto H. Cátedra
  - Reparto: Carmen Mendoza (Mercedes), Jesús Puente (Norton), Leopoldo Rodao (Lorenzo), Mari Paz Carrero (Raquel), Aurora Hermida (Teresa), Lucía de Castro (Rosaura), Rafael Pulido Reina (Renato).

- 1964:
  - Reparto: Josefina Güell (Mercedes), Ángel Picazo.

- 1984: 
  - Teatro: Alcázar de Madrid
  - Dirección: Gustavo Pérez Puig.
  - Reparto: Amparo Rivelles (Mercedes), Javier Escrivá (Norton), Ismael Merlo (Lorenzo), Marta Puig (Raquel), Encarnita Abad (Teresa), Margarita Calahorra (Rosaura), Paco Cambres (Renato).

- 2008: 
  - Teatro: Fernán Gómez de Madrid
  - Dirección: Amelia Ochandiano.
  - Reparto: Isabel Ordaz (Mercedes), Ismael Martínez (Norton), Francesc Albiol (Lorenzo), Lola Baldrich (Raquel), Sandra Ferrús (Teresa), Mamen Godoy (Rosaura), Santiago Nogués (Renato).

### Cine
- El caso de la mujer asesinadita (1955), película de México de Tito Davison.
  - Reparto:  Amparo Arozamena, Armando Arriola, Prudencia Grifell, Gloria Marín, Jorge Mistral, Martha Roth, Abel Salazar, Carlota Solares, Jesús Valero.
- El extraño caso de la mujer asesinada (1949), película de Argentina dirigida por Boris H. Hardy.
  - Reparto: María Duval, George Rigaud, Francisco Martínez Allende y Malisa Zini.

### Televisión
- La obra fue adaptada para televisión y presentada como el primer programa emitido en la televisión de Puerto Rico el 28 de marzo de 1954, al inaugurarse la emisora WKAQ-TV en San Juan.
- Primera fila (22 de septiembre de 1965): María Luisa Merlo (Mercedes), Fernando Delgado (Norton), Valeriano Andrés (Lorenzo), Guadalupe Muñoz Sampedro, Mary González, María José Valero, María Banquer, Valentín Tornos (Renato).

- Estudio 1 (17 de enero de 1979): Mercedes Alonso (Mercedes), Ramiro Oliveros (Norton), Pablo Sanz (Lorenzo), Blanca Estrada (Raquel), Carmen Martínez Sierra, Julia Caba Alba, Modesto Blanch, Raquel Rojo, Olga Peiró.